# Transport Protocol Data Unit
TPDU és un acrònim de Transport Protocol Data Unit. TPDU és utilitzat generalment, com a format de missatge encapsulat on hi ha alguns bytes d'informació.